# Врт Фин
Врт Фин (персијски: باغ فین‎‎) се налази у Кашану (у селу Фин), Иран. То је историјски персијски врт. Он се налази крај Хамама Фина, где је Амир Кабир, велики везир династија Каџара убијен по налогу Насеродин шаха, владара из ове династије 1852. године. Изградња врта је зазавршена 1590. То је најстарији постојећи врт у Ирану.

## Историја
Врт потиче из периода Сафавида. Неки извори указују да је врт премештен са другог места, али не постоји јасне доказе о томе. 
Врт у овом облику је изграђен за време владавине Шах Абаса Великог (1571-1629), као традиционалан врт у близини села Фин, неколико километара југозападно од града Кашана.
Врт се даље развијао током династије Сафавида, све до периода владавине Шах Абаса другог (1633-1666). Постао је веома познат за време владавине Фатх Али шаха Каџара и у то време је знатно проширен.
Врт Фин се од 8. септембра 2007. налази на оквирној листи Унеска, да би ова организација 18, јула 2012. године прогласила Врт Фин као део светске баштине.

## Структура
Врт се простире на површини од 2,3 хектара са главним двориштем окруженим бедемима са четири кружне куле. У складу са многим персијским вртовима овог периода, Врт Фин садржи велики велики број канала, базена и фонтане, у којима вода долази са једног извора на падини иза врта.
У Врту постоје велики број чемпреса и у њему примећује уметничке карактеристике периода Сафавида, Зандије и Каџара.